# Équipe du Canada de Coupe Davis
L'équipe du Canada de Coupe Davis représente le Canada à la Coupe Davis. Elle est placée sous l'égide de la Fédération canadienne de tennis.

## Historique

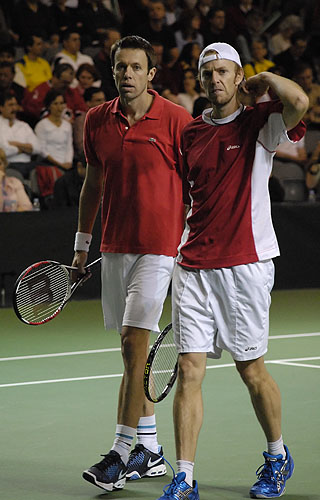
Frédéric Niemeyer et Daniel Nestor lors de la rencontre de Coupe Davis 2009 contre l'équipe d'Équateur de Coupe Davis.

Créée en 1913, l'équipe du Canada de Coupe Davis a réalisé sa meilleure performance en atteignant les demi-finales en 1913 contre les États-Unis et en 2013 contre la Serbie, après avoir éliminé l'Espagne, 1re tête de série.
Elle atteindra pour la première fois la finale en 2019 lors de la première année du nouveau format de Coupe Davis.

## Palmarès

### Titres
| # | Années | Lieu                       | Adversaire | Score | Sélection                                                                                 |
| - | ------ | -------------------------- | ---------- | ----- | ----------------------------------------------------------------------------------------- |
| 1 | 2022   | Malaga, Espagne Dur indoor | Australie  | 2-0   | Félix Auger-Aliassime, Denis Shapovalov, Vasek Pospisil, Alexis Galarneau, Gabriel Diallo |

### Finales
| # | Années | Lieu                       | Adversaire | Score | Sélection                                                               |
| - | ------ | -------------------------- | ---------- | ----- | ----------------------------------------------------------------------- |
| 1 | 2019   | Madrid, Espagne Dur indoor | Espagne    | 0-2   | Denis Shapovalov, Félix Auger-Aliassime, Vasek Pospisil, Brayden Schnur |

## Joueurs notables
La liste ci-dessous reprend les joueurs qui ont disputé au moins vingt matchs en Coupe Davis pour l'équipe du Canada.
La dernière mise à jour a été effectuée à l'issue du 1er tour de la Coupe Davis 2018.
| Joueur             | 1re sélection | Matchs | V-D   | V-D simple | V-D double | Rencontres | Années |
| ------------------ | ------------- | ------ | ----- | ---------- | ---------- | ---------- | ------ |
| Daniel Nestor      | 1992          | 75     | 48-27 | 15-15      | 33-12      | 52         | 25     |
| Sébastien Lareau   | 1991          | 47     | 28-19 | 17-16      | 11-3       | 20         | 10     |
| Frank Dancevic     | 2002          | 40     | 18-22 | 15-21      | 3-1        | 24         | 14     |
| Jack Wright        | 1923          | 40     | 9-31  | 6-20       | 3-11       | 14         | 11     |
| Frédéric Niemeyer  | 1999          | 35     | 22-13 | 9-11       | 13-2       | 18         | 10     |
| Robert Bédard      | 1953          | 33     | 11-22 | 8-15       | 3-7        | 16         | 10     |
| Grant Connell      | 1987          | 32     | 23-9  | 8-3        | 15-6       | 21         | 10     |
| Vasek Pospisil     | 2008          | 33     | 17-16 | 9-10       | 8-6        | 16         | 9      |
| Michael Belkin     | 1966          | 29     | 17-12 | 14-7       | 3-5        | 12         | 8      |
| Lorne Main         | 1949          | 28     | 14-14 | 10-11      | 4-3        | 13         | 7      |
| Glenn Michibata    | 1982          | 28     | 11-17 | 4-9        | 7-8        | 19         | 11     |
| Réjean Genois      | 1974          | 27     | 13-14 | 11-9       | 2-5        | 13         | 8      |
| Willard Crocker    | 1923          | 24     | 8-16  | 5-11       | 3-5        | 10         | 8      |
| Andrew Sznajder    | 1987          | 24     | 14-10 | 14-10      | 0-0        | 13         | 8      |
| Donald Fontana     | 1955          | 22     | 7-15  | 4-8        | 3-7        | 10         | 7      |
| Milos Raonic       | 2010          | 22     | 16-6  | 14-5       | 2-1        | 11         | 6      |
| Henri Rochon       | 1946          | 21     | 7-14  | 5-11       | 2-3        | 14         | 10     |
| Brendan Macken     | 1946          | 20     | 7-13  | 6-8        | 1-5        | 10         | 8      |
| Martin Wostenholme | 1981          | 20     | 12-8  | 12-8       | 0-0        | 10         | 8      |